# Live! Live! Live!
Live! Live! Live! è il primo album live del cantante rock canadese Bryan Adams pubblicato nel 1988 dalla A&M Records,sono circa 1,5 milioni le copie vendute.
Il concerto è stato registrato al  Rock Werchter in Belgio nel 1988 mentre "pioveva a dirotto". L'ultima traccia, Into The Fire, è stata registrata durante un live tenuto a Tokyo.

## Tracce
1. She's Only Happy When She's Dancin' – 3:30
2. It's Only Love – 3:51
3. Cuts Like a Knife – 3:54
4. Kids Wanna Rock – 3:03
5. Hearts on Fire – 4:11
6. Take Me Back – 5:31
7. The Best Was Yet to Come – 2:53
8. Heaven – 4:17
9. Heat of the Night – 5:17
10. Run to You – 4:07
11. One Night Love Affair – 4:33
12. Long Gone – 4:07
13. Summer of '69 – 4:33
14. Somebody – 5:49
15. Walkin' After Midnight – 2:19
16. I Fought the Law – 2:38
17. Into the Fire – 3:35

## Classifiche
| Classifica (1994) | Posizione massima |
| ----------------- | ----------------- |
| Austria           | 17                |
| Francia           | 16                |
| Germania          | 26                |
| Italia            | 20                |
| Nuova Zelanda     | 17                |
| Paesi Bassi       | 57                |
| Regno Unito       | 17                |
| Svezia            | 22                |
| Svizzera          | 21                |